# 翁牛特左翼旗
翁牛特左翼旗，清代蒙古、中国旧热河省古旗名。
清崇德元年（1636年）以翁牛特部置，栋岱青为首封札萨克，其后裔世袭多罗达尔汉岱青贝勒。旗治所在今内蒙古自治区翁牛特旗东北白音和硕，或说治今旗东北贝子府。1940年满洲国迁治乌丹城（即今翁牛特旗治所）。1947年秋与敖汉旗一部合并为翁敖联合旗。1949年改称翁牛特旗。